# マンガのお仕事!!!!
『マンガのお仕事!!!!』（マンガのおしごと!!!!）は、杉しっぽによる日本の漫画作品。小学館の『Sho-Comi』にて、2012年8号から連載中。

## 概要
サブタイトルは「全て見せます、漫画家ライフ★」。
杉しっぽが『Sho-Comi』でデビュー後、第3作目の連載作品だが、ギャグ漫画としては第2作目にあたる。
前作は2010年に発表された『アフロと呼ばないで』で、2年振りのギャグ漫画連載となる。

## ストーリー
自称「売れない作家」な漫画家の松しっぽは、チキンなハートから担当編集者のジョージーにいつもビクビクとさせられている。
そんな漫画家の生活を赤裸々に語る松しっぽだが、いつもその先にはジョージーが立ちはだかり…?

## 登場人物
松しっぽ（まつしっぽ）
自称「売れない作家」で、かなりのネガティブな性格。実家住まいの5畳の部屋で1人、モソモソと漫画を描いており、人見知りから嫌われるのが怖くて作家友達は1人もいない。作画中はBGM代わりにドラマCDを聴いている。絵を描くのが好きで漫画家になった為、ストーリーを考えるのは苦手。そこへいつも母の順子が（勝手に）彼女の助っ人として現れている。
ジョージー
松しっぽの担当編集者でベビーフェイス。いつもウジウジと悩む松しっぽに辛口でツッコミを入れる。時間にはルーズであり、夜中であっても電話を掛け、チキンハートな松しっぽの心臓を跳ね上がらせている。
順子（じゅんこ）
松しっぽの母で、松しっぽとは対照的にとてもポジティブで明るい性格。お調子者で働き者。その性格から「リアリティが足りない!」と、いつも松しっぽがストーリー作りに悩んでいると突如現れ、自分の過去の恋愛話をしてはそれを漫画にするように彼女へと語りかける。その度に松しっぽには部屋から追い出されているが、そんなときは勝手にジョージーとストーリー作りを始めているときがある。

## 番外編
- マンガのお仕事!!!!プロローグ（2012年『Sho-Comi』本誌7号）